# Jakub Šulc
Jakub Šulc (* 16. prosince 1985, Praha) je český profesionální hokejista hrající Extraligu ledního hokeje za tým HC Slavia Praha.
Nastupuje na pozici obránce.
Je vysoký 183 centimetrů, váží 89 kilogramů.

## Hráčská kariéra
Pražský rodák a slávistický odchovanec prošel ve svém mateřském klubu všechny věkové kategorie a dostal se až do A-týmu, kde si připsal jako teenager tři extraligové starty během tří ročníků.
V sezóně 2005/2006 Slavii poprvé opustil, aby sbíral zkušenosti v nižších ligách.
Nejprve usídlil v Chomutově, ale poté byl čtyři roky věrný Rebelům z Havlíčkova Brodu.
V létě 2010 po něm sáhl českobudějovický Mountfield, za který si připsal první celou sezonu v nejvyšší soutěži v kariéře.
V roce 2011 se vrátil zpět do Slavie.

### Chronologicky
- 2002-2003 HC Slavia Praha (jun.)
- 2003-2004 HC Slavia Praha (jun.)
- 2003-2004 HC Slavia Praha
- 2004-2005 HC Slavia Praha (jun.)
- 2004-2005 HC Slavia Praha
- 2005-2006 HC Slavia Praha (jun.)
- 2005-2006 Chomutov (1. liga)
- 2005-2006 Havl. Brod (1. liga)
- 2006-2007 Havl. Brod (1. liga)
- 2006-2007 HC Slavia Praha
- 2007-2008 Havl. Brod (1. liga)
- 2008-2009 Havl. Brod (1. liga)
- 2009-2010 Havl. Brod (1. liga)
- 2010-2011 HC Mountfield
- 2011-2012 HC Slavia Praha
- 2012-2013 HC Slavia Praha
- 2013-2014 HC Litoměřice
- 2014-2015 HC Litoměřice
- 2015-2016 HC Litoměřice
- 2016-2017 HC Litoměřice